# The Bourne Supremacy (soundtrack)
The Bourne Supremacy is de originele soundtrack van de film The Bourne Supremacy uit 2004. Het album werd op 27 juli 2004 uitgebracht door Varèse Sarabande.
De filmmuziek werd gecomponeerd en geproduceerd door John Powell en uitgevoerd door het Hollywood Studio Symphony onder leiding van Pete Anthony. Ook werd er veelvuldig slaginstrumenten, gitaren en elektronische muziek toegevoegd aan de muziek. Het laatste nummer op het album (als aftiteling in de film), "Extreme Ways" is geschreven en uitgevoerd door Moby en komt van zijn album 18 uit 2002. Ook werd het nummer al eerder gebruikt in de vorige film.

## Nummers
1. Goa (2:59)
2. The Drop (3;42)
3. Funeral Pyre (2:21)
4. Gathering Data (1:54)
5. Nach Deutschland (2:40)
6. To The Roof (5:32)
7. New Memories (2:48)
8. Berlin Foot Chase (5:16)
9. Alexander Platz / Abbotts Confesses (3:35)
10. Moscow Wind Up (6:55)
11. Bim Bam Smash (5:09)
12. Atonement (1:32)
13. Extreme Ways – Moby (3:56)